# Seznam pražských vinic
Seznam pražských vinic obsahuje vinice dochované, obnovené i nově založené, které se nacházejí na území hlavního města Prahy. Je řazen podle lokace.

## Současné vinice
- Svatojánská vinice – Úvoz 11, Praha 1 – Hradčany
- Vinice Strahovského kláštera – Strahovské nádvoří 1/132, Praha 1 – Hradčany
- Svatováclavská vinice – Staré zámecké schody 6/251, Praha 1 – Malá Strana[1]
- Vinice Albertov – Na Slupi 2103/2c, Praha 2 – Nové Město
- Vinice Grébovka – Havlíčkovy sady, Praha 2 – Vinohrady[2]
- Vinice Vyšehradské kapituly – K Rotundě 10, Praha 2, Vyšehrad
- Vyšehradská vinice – V Pevnosti 159/5b, Praha 2, Vyšehrad[3]
- Vinice na Vítkově – Tachovské náměstí 290/5, Praha 3 – Žižkov
- Modřanská vinice – Chuchelská 1, Praha 4 – Modřany[4]
- Vinice pod Vyšehradem – Podolské nábřeží 157, Praha 4 – Podolí
- Vinice Palata – Na Hřebenkách 737/5, Praha 5 – Smíchov
- Vinice Baba – Paťanka 200/4, Praha 6 – Dejvice
- Lysolajská vinice – Sportovců 50/4, Praha 6 – Lysolaje
- Vinice svaté Kláry – Nádvorní 134, Praha 7 – Troja[5]
- Vinice Salabka – K Bohnicím 849/2a, Praha 7 – Troja[6]
- Vinařství Jabloňka – Na Jabloňce 90/1, 182 00, Praha 8 – Troja
- Zilvarovy vinice – Pod Lisem 91/6, Praha 8 – Troja
- Vinice Kelerka – Prosecká, Praha 9 – Vysočany
- Vinice Máchalka – Prosecká 430/36, Praha 9 – Vysočany[7]

## Historické vinice
Vinice kolem původního města jsou doloženy již v 10. století. Rozvoj vinařství nastal za Karla IV., který dal do Čech přivézt sazenice vína z Burgundska a z Rakouska. Nařídil, aby v okolí Prahy byly vykáceny zalesněné svahy orientované na jih, půda obdělána a osázena sazenicemi vína; ty poté byly rozdávány zdarma. Řada z těchto vinic zanikla při rozšiřování Prahy, v Libni pak řada z nich díky přestavbám, nové výstavbě, např. nemocnice Na Bulovce, při které zanikly vinice Bulovka, Velká Vačeška, Malá Vaceška a další.
Na existenci vinic odkazuje i název jedné z městských čtvrtí Vinohrady, dříve též Královské Vinohrady či Viničné Hory (1788–1867).